# Верхнетокинский
Верхнетокинский — хутор в Шолоховском районе Ростовской области.
Входит в состав Базковского сельского поселения.

## География
Расстояние до районного центра с учётом доступа транспортом — 13 км.
Выше хутора начинается река Чёрная (приток Чира).

## Население
| 2010 |
| ---- |
| 143  |

## Улицы
На хуторе имеются две улицы — Анны Рассказовой и Молодёжная.